# البحيرات العظمى الإفريقية

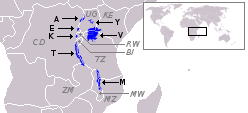
البحيرات العظمى الإفريقية

البحيرات العظمى الإفريقية هي سلسلة من البحيرات التي تشكل جزءًا من بحيرات الوادي المتصدع في وحول شرق إفريقيا المتصدع. وتشمل المنطقة بحيرة فيكتوريا ثالث أكبر بحيرة للمياه العذبة في العالم، وتنجانيقا ثاني أكبر بحيرة في العالم للمياه العذبة من حيث الحجم والعمق، وبحيرة ملاوي ثامن أكبر بحيرة في العالم للمياه العذبة حسب المنطقة. تحتوي هذه المجموعات مجتمعة على 31000 كم مكعب (7400 متر مكعب) من المياه، أي أكثر من بحيرة بايكال أو بحيرات أمريكا الشمالية العظمى. هذا المجموع يشكل حوالي 25% من مياه سطح الأرض العذبة غير المتجمدة. تعد بحيرات الصدع الكبيرة في إفريقيا موطنًا قديمًا للتنوع البيولوجي الكبير حيث تعيش هناك 10% من الثروة السمكية المختلفة في العالم.
تشمل المنطقة حاليا دول بوروندي ورواندا وأوغندا والكونغو الديمقراطية وتنزانيا، وتسودها صراعات عرقية قادت إلى مذابح رهيبة متبادلة بين أطرافها.
وهي أغنى مناطق إفريقيا بالماء، فهي خزان ماء ضخم وهي منبع نهر النيل. إضافة إلى ذلك، هذه المنطقة غنية باليورانيوم، والكوبالت، والنحاس، والألماس، والذهب، والأحجار الكريمة، وبها شلالات إنجا (Inga Falls) التي تكفي لسد احتياجات القارة الإفريقية من الطاقة الكهربائية. والمنطقة على هذا النحو تعتبر من أماكن الجذب قديما وحديثا طمعا في استيطانها أو الاستئثار بخيراتها.

## البحيرات ومصبّاتها
فيما يلي قائمة البحيرات العظمة الإفريقية وفقاً لحوض التصريف (المصبّ). يختلف العدد الدقيق للبحيرات التي تعتبر جزءاً من البحيرات العظمى، وقد تتضمن بحيرات أصغر في الوديات المتصدعة، خاصة إذا كانت جزءاً من نفس حوض الصرف مثل البحيرات الأكبر، مثل بحيرة كيوغا.

### البحيرات التي تصب فيالنيل الأبيض
- بحيرة فيكتوريا
- بحيرة كيوغا (جزء من نظام البحيرات العظمى ولكنها ليست في حد ذاتها "بحيرة عظمى")
- بحيرة ألبرت
- بحيرة إدوارد

### البحيرات التي تصب فينهر الكونغو
- بحيرة تنجانيقا
- بحيرة كيفو
- بحيرة مويرو

### البحيرات التي تصب فينهر زمبيزي
- بحيرة ملاوي، عبر نهر شاير

### البحيرات ذاتالأحواض المغلقة
- بحيرة توركانا
- بحيرة روكوا

## المناخ
تعتبر المرتفعات باردة نسبياً، حيث يتراوح متوسط درجات الحرارة بين 17 °م (63 °ف) و19 °م (66 °ف) وأمطارها وفيرة. تشمل أحواض المصبّات الرئيسية أحواض نهر الكونغو - زائير والنيل وزامبيزي، والتي تصب في المحيط الأطلسي، والبحر الأبيض المتوسط، والمحيط الهندي، على التوالي.
تسود الغابات في الأراضي المنخفضة لحوض الكونغو-زائير، بينما تنتشر الأراضي العشبية والسافاتا (الأراضي العشبية الجافة) في المرتفعات الجنوبية والشرقية. يبلغ متوسط درجات الحرارة في الأراضي المنخفضة حوالي 35 °م (95 °ف). أما مناخ المناطق المحيطة ببحيرة توركانا فهو حارّ وجافّ جداً. أما موسم الأمطار فقصير ويكاف يقتصر على شهر أكتوبر.

## النباتات والحيوانات
بحيرات الوادي المتصدع الغربي ذات مياه عذبة، وهي موطن لعدد هائل من الأنواع المتوطّنة. يعيش في هذه البحيرات أكثر من 1500 نوع من الأسماك، وعائلات سمكية أخرى. تعدّ البحيرات أيضاً موائل مهمة لعدد من أنواع البرمائيات، منها تمساح النيل. أما الثدييات المتوطنة في المنطقة فتشمل فيل الأدغال الإفريقي والغوريلا وفرس النهر.
منطقة بحيرة توركانا هي موطن لمئات الأنواع من الطيور المتوطنة في كينيا، منها طائر النحام الوردي الذي يخوض في مياه البحيرات الضحلة. يعمل نظام الصدع في شرق إفريقيا أيضًا كمسار طيران للطيور المهاجرة، حيث يجلب مئات الأنواع. تشكل العوالق في البحيرات الغذاء الرئيسي للطيور، والتي تغذي الأسماك هناك أيضًا.
في بعض البحيرات، تنمو
يتراوح الغطاء النباتي من الغابات المطيرة إلى أعشاب السافانا. في بعض البحيرات، تشكّل بعض النباتات الغازية سريعة النمو مشكلات، مثل خنق سطح البحيرات الذي يتسبب به ورد النيل سميك الساق وانسداد الشواطئ الذي يتسبب به البردي.